# چونگ هون
چونگ هون (انگلیسی: Chung Hoon؛ زادهٔ ۲۹ آوریل ۱۹۶۹) جودوکار اهل کره جنوبی بود.